# Лермонтівка
Лермонтівка — (Лермонтове, рос. Лермонтовка, Лермонтово в простонар. —  «десятий») — село, що існувало в першій половині 20 ст. на території Трохимівської сільради Іванівського району Херсонської області України та ліквідоване як «не перспективне» в кінці 1960-х років.

## Історія
Лермонтівка (висілок № 10) була заснована в 1912 р. під час Столипінської аграрної реформи селянами, вихідцями з с. Знам′янка що на Запоріжжі. Свою назву село отримало від прізвища відомого російського поета М. Лермонтова, ювілей якого святкувався в тому році. Хто був ініціатором назви — селяни чи чиновник — наразі невідомо.